# Цута/PB-35
Цута (Tsuta, яп. 蔦), пізніше Сторожовий корабель №35 (第三十五号哨戒艇) — ескадрений міноносець Імперського флоту Японії, перетворений на завершальній стадії служби у сторожовий корабель.
Корабель, який спорудили у 1921 році на верфі компанії Kawasaki в Кобе, належав до есмінців типу «Момі».
24 січня 1932-го «Цута» прибув до узбережжя Центрального Китаю, де в Шанхаї стались антияпонські заворушення. 28 січня японці розпочали бойові дії, які тривали більш ніж місяць і відомі як «Інцидент 28 січня» (можливо відзначити, що того ж 28 січня на півночі Китаю за підтримки Японії була проголошена маньчжурська держава). В цьому конфлікті «Цута» здійснював патрулювання нижньої течії Янцзи.
У 1940 році застарілий есмінець був переобладнаний на сторожовий корабель типу 31 та отримав найменування Сторожовий корабель № 35 (PB-35). У межах цього проєкту демонтували один з котлів, торпедні апарати та кормову гармату, натомість додали установку 25-мм зенітних автоматів і запас глибинних бомб із 60 одиниць. Для збереження остійливості корабель отримав додатковий баласт, що істотно збільшило водотоннажність. Наслідком усіх цих модифікацій стало зменшення швидкості до 18 вузлів. Можливо також відзначити, що з усіх есмінців типу «Момі» на момент вступу Японії у Другу світову війну лише 3 із 21 зберігали первісний статус, тоді як інші були списані або перекласифіковані.
У 1941-му корабель пройшов ще одне переобладнання, під час якого замість форштевня облаштували рампу, що дало змогу брати на борт дві десантні баржі Дайхацу (замість 42 глибинних бомб), та підготували простір для розміщення 150 бійців. При цьому додали другий 25-мм зенітний автомат.
Щонайменше з вересня 1940-го по жовтень 1941-го PB-35 ніс службу в Омінато (важлива база японського ВМФ на північному завершенні Хонсю).
На момент вступу Японії у війну корабель належав до 1-ї ескадри сторожових кораблів зі складу 32-ї спеціальної військово-морської бази (Special Base Force 32). На початку грудня 1941-го він прибув на Палау (база на заході Каролінських островів), а 12 грудня вже був у затоці Албай на південно-східному завершенні філіппінського острова Лусон, де тієї доби у Легаспі висадився японський десант. 16 грудня PB-35 зіткнувся з танкером «Хаятомо», проте обидва кораблі зазнали тільки легких пошкоджень. 18–22 грудня PB-35 здійснив зворотний перехід з Лусону на Палау.
7–12 січня 1942-го PB-35 ескортував гідроавіаносці «Санукі-Мару» та «Саньо-Мару» з Палау до Таракану (центр нафтовидобувної промисловості на північному сході острова Борнео, який у ніч проти 12 січня був захоплений японським десантом). 26 січня корабель прибув до Балікпапану (інший центр нафтовидобувної промисловості на сході Борнео, що був узятий японцями незадовго до того), де перебував до 30 січня, після чого пройшов через Таракан і Давао (порт на південному узбережжі філіппінського острова Мінданао) і 10 лютого прибув до бухти Камрань (центральна частина узбережжя В'єтнаму), де збирались сили для вторгнення на захід острова Ява.
15 лютого 1942-го PB-35 полишив Камрань та до кінця місяця брав участь у операції зі вторгнення на Яву, при цьому корабель перебував у районі острова Бангка (базуючись на Мунток на південно-західному узбережжі та Тобоалі на південному) і належав до того ж загону, в якому діяли гідроавіаносці «Саньо-Мару» та «Камікава-Мару». Вранці 1 березня PB-35 прибув до затоки Бантам на заході Яви, де вночі висадились японські війська та наступні кілька діб провадив тут патрулювання. 10–12 березня корабель супроводив «Саньо-Мару» із затоки Бантам до Сінгапура.
17–22 березня 1942-го PB-35 ескортував «Саньо-Мару» в рейсі уздовж західного узбережжя півострова Малакка та перешийка Кра – через Пенанг до бірманського порту М'єй. 27 березня PB-35 попрямував назад, супроводжуючи транспорти «Нічієй-Мару» й «Суруга-Мару», та 29 березня прибув на Пхукет. Зазначені транспорти невдовзі опинились на Андаманських островах, тоді як PB-35 прибув 1 квітня до Сінгапуру.
16 квітня 1942-го PB-35 вийшов з Сінгапуру як один з кораблів охорони армійського конвою, що прямував у Дайрен (наразі китайський Дальянь). Втім, уже 19 квітня PB-35 відокремився, далі побував у Гонконзі та південній Кореї, а 4 травня прибув до Куре.
15–18 травня 1942-го PB-35 разом зі ще одним сторожовим кораблем ескортували з Куре на Гуам (Маріанські острови) два транспорти, які увійшли до складу загону, що мав доправити війська для висадки на атолі Мідвей. 28 травня PB-35 вирушив з Сайпану (інший острів Маріанського архіпелагу) в межах Мідвейської операції, маючи завдання разом з одним есмінцем охороняти гідроавіаносець «Тітосе» та переобладнаний гідроавіаносець «Камікава-Мару». Втім, після нищівної поразки ударного авіаносного з’єднання операцію скасували і 13 червня PB-35 повернувся на Сайпан. 26 червня PB-35 вийшов з Гуаму, супроводжуючи два транспорти, які 1 липня прибули до Японії.
7 серпня 1942-го союзники висадились на сході Соломонових островів, що започаткувало шестимісячну битву за Гуадалканал та змусило японське командування спрямовувати в регіон підкріплення. Тієї ж доби PB-35 та ще один сторожовий корабель вийшли з Куре, потім узяли в порту Моджі під охорону два транспорти з військами та попрямували до Океанії. 13 серпня загін прибув на Палау (важливий транспортний хаб на заході Каролінських островів), де транспорти мали прийняти додаткові війська, після чого PB-35 відокремився та одразу рушив на атол Трук у центральній частині Каролінського архіпелагу, де ще до війни була створена головна японська база в Океанії. Тим часом японське командування організувало проведення великого конвою з військами до Гуадалканалу, що в підсумку призвело до зіткнення авіаносних з’єднань у битві біля східних Соломонових островів. Конвой рушив з Труку 16 серпня, при цьому PB-35 разом з легким крейсером та ще одним сторожовим кораблем супроводжували другий ешелон (надалі охорону цього та третього ешелонів підсилили 3 есмінці). 24 серпня відбулась зазначена вище битва авіаносців, а наступної доби по другому і третьому ешелонах конвою почали бити літаки наземного базування, унаслідок чого один з транспортів, який прямував у ешелоні PB-35, пошкоджено. Того ж 25 серпня конвой змінив курс та попрямував до якірної стоянки Шортленд (прикрита групою невеликих островів Шортленд акваторія біля південного узбережжя острова Бугенвіль на заході Соломонових островів).
2 вересня 1942-го PB-35 вийшов у море із завданням доправити базовий персонал переобладнаного гідроавіаносця «Саньо-Мару» з Шортленду до затоки Реката-Бей на північному узбережжі острова Санта-Ісабель (центральна частина Соломонового архіпелагу). Біля опівдня тієї ж доби корабель був атакований бомбардувальниками B-17 та зазнав пошкоджень через близькі вибухи, які призвели до втрати ходу, а потім і загибелі PB-35. У цьому бою втрачено 93 особи, що перебували на борту.